# Lise-Meitner-Gymnasium (Leverkusen)
Das Lise-Meitner-Gymnasium ist ein im Leverkusener Stadtteil Wiesdorf gelegene fünfzügiges öffentliches Gymnasium mit Ganztagsschulbetrieb. Benannt ist sie nach der Kernphysikerin Lise Meitner.

## Geschichte
Das Lise-Meitner-Gymnasium wurde 1923 als „Höhere Mädchenschule Wiesdorf“ gegründet und 1925 an das Realgymnasium angegliedert. Dieses zog 1928 in ein neues Gebäude, das heute von der Realschule am Stadtpark (ehemals Carl-Duisberg-Gymnasium) genutzt wird. Zusätzlich wurde 1934 eine Frauenoberschule eingerichtet. 1945 wurde die Oberschule für Mädchen als neusprachliche Studienanstalt wieder eröffnet. 1960 wurde der erste Gebäudetrakt an der Straße Am Stadtpark fertiggestellt und 1968 die Koedukation eingeführt und die Schule in „Lise-Meitner-Gymnasium – Neusprachliches Gymnasium für Jungen und Mädchen mit sozialwissenschaftlichem Gymnasium für Mädchen und mit Gymnasium für Frauenbildung“ umbenannt. Der Erweiterungsbau wurde 1976 fertiggestellt. Im Jahre 2000 wurde sie vom damaligen Bundeskanzler Gerhard Schröder besucht. Die letzten größeren Änderungen am Schulkonzept waren die Einführung des Ganztages, des Doppelstunden-Prinzips, des Lehrerraumprinzips und der freien Lernzeiten. Gemeinsam mit der Realschule Am Stadtpark nutzte das Lise-Meitner-Gymnasium bis zum Jahr 2016 das unter Denkmalschutz stehende Gebäude des ehemaligen Carl-Duisberg-Gymnasiums. Der eigentliche Hauptteil der Einrichtung ist etwa 500 m entfernt untergebracht.

## Auszeichnungen
- Die Schule gehört dem Verein mathematisch-naturwissenschaftlicher Excellence Center (MINT EC) an. Schwerpunkte bilden die Teilnahme an Wettbewerben, das Angebot von Kursen nach der Schule (Module), Projekte im MINT-Bereich, Workshops für Schüler und Lehrer sowie Exkursionen zu außerschulischen Lernorten.[5] Der MINT-Forscherclub (MINT-FC) existiert seit 2010 an der Schule. Für zwei Unterrichtsstunden pro Woche werden naturwissenschaftlich begabte Schüler vom Unterricht befreit und treffen sich in Naturwissenschaftsräumen, um selbstständig an naturwissenschaftlichen Projekten zu arbeiten. Im Rahmen des MINT-FC nehmen die Schüler unter anderem auch an Wettbewerben teil. Bisherige Erfolge waren z. B. der Einstieg in die zweite Runde des Physikwettbewerbs Fuel Cell Box 2010/11. Die Schüler erhielten zum Weiterarbeiten die Fuel Cell Box, die nach dem Wettbewerb der Schule weiter zur Verfügung steht.[6]

- Im März 2009 erhielt das Lise-Meitner-Gymnasium das Berufswahlsiegel.[7][8]

- Das Lise-Meitner-Gymnasium gehört zu den ersten Medienscouts-NRW-Schulen. Sogenannte Medienscouts sind Schüler, die sich in internen und externen Fortbildungen Wissen zum Thema Medien und dem sicheren Umgang mit Medien aneignen und an jüngere und gleichaltrige Mitschüler weitergeben.[9]

- Die Schule wurde am 22. Mai 2019 zertifiziert als Schule ohne Rassismus – Schule mit Courage.[10]

## Angebote
Im Rahmen des Ganztages bietet das Lise-Meitner-Gymnasium ein Angebot außerunterrichtlicher Module wie z. B. die Roboter-AG, Tennis oder der 10-Finger-Tastschreib-Kurs. Die Schüler können am Anfang jedes Halbjahres aus Angeboten auswählen.
In der Klassenstufe 8 muss jeder Schüler zu einem selbst gewählten Thema eine Jahresarbeit von ca. 12 Seiten verfassen. Diese dient zur Vorbereitung auf die spätere Facharbeit in der Stufe Q1. Außerdem müssen sie sich einen Betreuungslehrer suchen, der sie beim Erstellen der Jahresarbeit berät und diese zum Schluss benotet.
Jedes Jahr finden in allen Stufen ein dreitägiges Methodentraining statt.
Begabte Schüler, die beim Kooperationspartner Musikschule Leverkusen ein Instrument erlernen, können den Unterricht für eine Stunde pro Woche verlassen und in den Räumen der Schule den Instrumentalunterricht bei ihrem Musikschullehrer wahrnehmen.

## Gebäude
Das Lise-Meitner-Gymnasium belegte lange Zeit zwei Gebäude. Das Hauptgebäude hat vier Trakte, in denen sich das Lehrerzimmer, die Cafeteria, zwei Sporthallen sowie Lehrräume für sämtliche Fächer befinden. Das frühere Nebengebäude bei der Realschule am Stadtpark wird derzeit von der Hauptschule im Hederichsfeld belegt.
Trakt 1, in dem das Lehrerzimmer und die Naturwissenschaftsräume sind, wurde im Jahr 2008 renoviert. Der Beginn der Renovierungsarbeiten in Trakt 3 folgte zwei Jahre später, davon ist die Cafeteria auch betroffen, sie war im Schuljahr 2010/11 übergangsweise im Container untergebracht, steht nach dem Abschluss der Umbauarbeiten aber seit dem Schuljahr 2011/12 in modernisierter und vergrößerter Form den Schülern offen.
2016/17 wurden die Turnhalle sowie die Dreifach-Sporthalle saniert.

## Fächer
Folgende Fächer werden zurzeit (2025) am Lise-Meitner-Gymnasium unterrichtet:
- Sprachlich-literarisch-künstlerischer Bereich:

Deutsch, Englisch, Latein (Wahlpflichtunterricht ab Stufe 7), Französisch (WPU 7/9), Spanisch (WPU 9 und neu einsetzend in der Oberstufe), Musik/darstellendes Spiel (WPU 9), Kunst, Musik, Literatur (nur Oberstufe)
- Naturwissenschaftlich/technischer Bereich:

Mathematik, Biologie, Chemie, Physik, Biotechnologie (WPU 8), Angewandte Naturwissenschaften (WPU 8), Informatik (Modul ab Stufe 5, WPU 9 und – wahlweise neueinsetzend – in der Oberstufe)
- Gesellschaftswissenschaftlicher Bereich:

Wirtschaft-Politik/Sozialwissenschaften, Geschichte, Erdkunde, Regionalwissenschaften (WPU 9), Philosophie, Pädagogik (nur Oberstufe)
- Weitere Fächer:

Sport, Gesundheit/Sport (WPU 9), Religionslehre, Praktische Philosophie

## Bekannte Schüler
- Henning Quanz (* 1967), Fernsehmoderator, Journalist
- Jochen Küpper (* 1971), Physiker und Chemiker
- Joscha Prochno (* 1982), Mathematiker
- Riley Reinhold, Musiker, Journalist, Radiomoderator und Musikkritiker